# Lunzig
Lunzig est une commune rurale de Thuringe (Allemagne), située dans l'arrondissement de Greiz. Elle fait partie de la Communauté d'administration Leubatal (Verwaltungsgemeinschaft Leubatal).

## Géographie

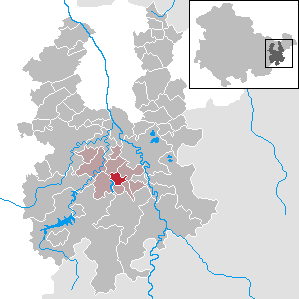
Situation de la commune (en rouge) dans l'arrondissement

Lunzig est située au centre de l'arrondissement, au cœur du Vogtland thuringeois, au nord des Monts de Thuringe, sur la rive droite de la Leuba, le long du lac de retenue du Leubatalsperre. La commune appartient à la communauté d'administration Leubatal et se trouve à 11 km au nord-ouest de Greiz, le chef-lieu de l'arrondissement.
La commune est composée des deux villages de Lunzig et Kauern.
Communes limitrophes (en commençant par le nord et dans le sens des aiguilles d'une montre) : Hohenölsen, Wildetaube, Kühdorf, Hain et Hohenleuben.

## Histoire
La première mention de Lunzig date de 1398 sous le nom sorabe de Lunitzk. Au XIVe siècle, le village était entouré de remparts entourant un château, fief de la famille von Töpffer.
Lunzig et Kauern ont fait partie de la principauté de Reuss branche aînée (cercle de Greiz) jusqu'en 1918. Les deux villages ont ensuite été intégrés au land de Thuringe en 1920 (arrondissement de Greiz). Après la seconde Guerre mondiale, la commune rejoint la zone d'occupation soviétique puis la République démocratique allemande en 1949 (district de Gera, arrondissement de Greiz).

## Démographie
Commune de Lunzig :
| 1910 | 1933 | 1939 | 1995 | 2000 | 2005 | 2010 |
| ---- | ---- | ---- | ---- | ---- | ---- | ---- |
| 254  | 291  | 286  | 193  | 192  | 177  | 162  |

## Communications
La commune est située sur la route régionale K322 qui rejoint à l'est Wildetaube et la nationale B92 Gera-Greiz et au sud Hain et Langenwetzendorf.